# Šešir pun čuda (1961.)
Šešir pun čuda (Pocketful of Miracles), američki film iz 1961. godine.

## Sažetak
Uličnu prodavačicu Annie newyorkški gangster i njegova djevojka pokušavaju pretvoriti u damu. Anniena kći kojoj Annie plaća školovanje u Europi javila je da se udaje za aristokrata i dolazi u New York.